# Schloss Feistritz (Ilz)

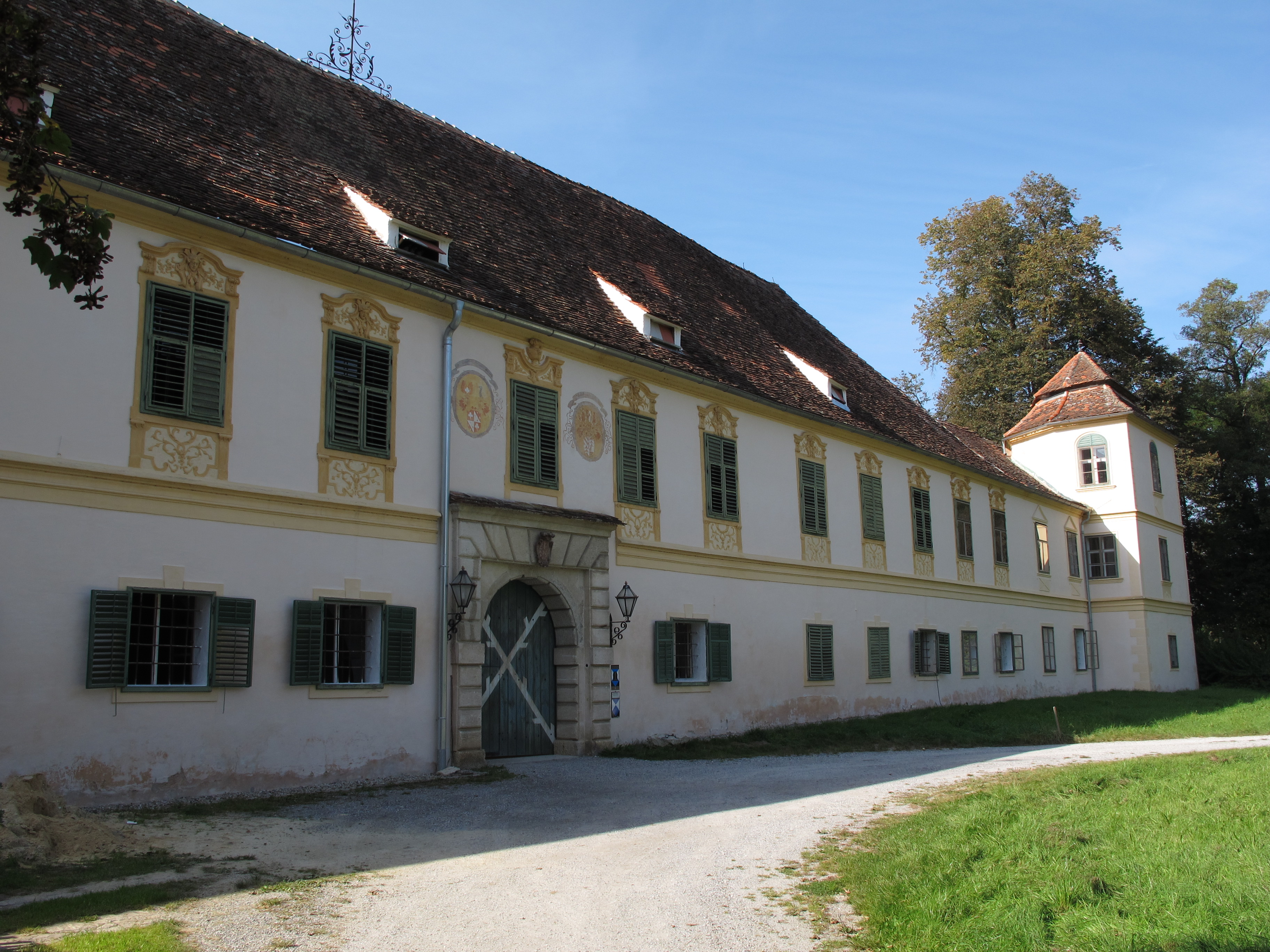

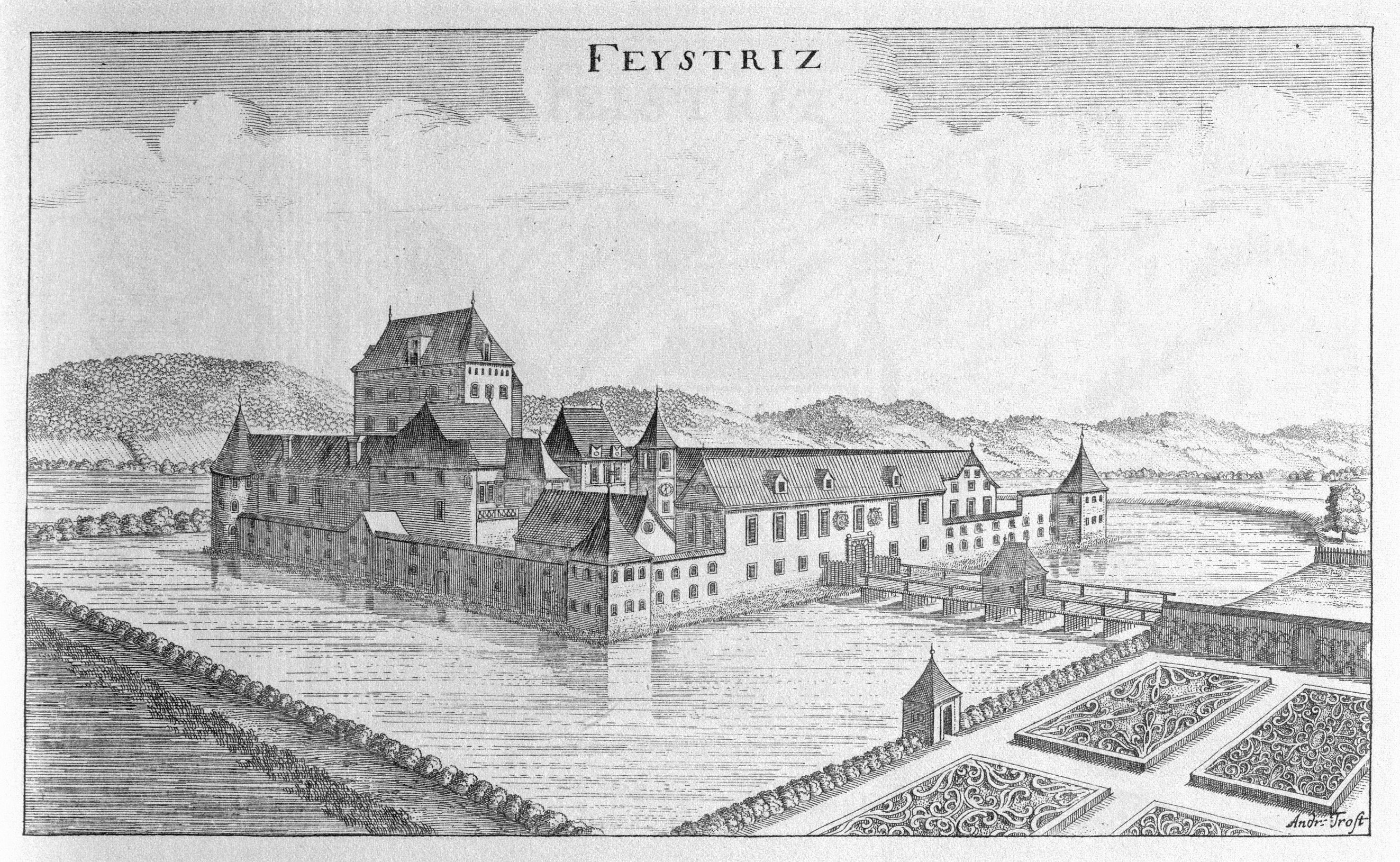
Schloss um 1681

Das Schloss Feistritz liegt einige Kilometer nördlich von Ilz in der Oststeiermark.

## Geschichte

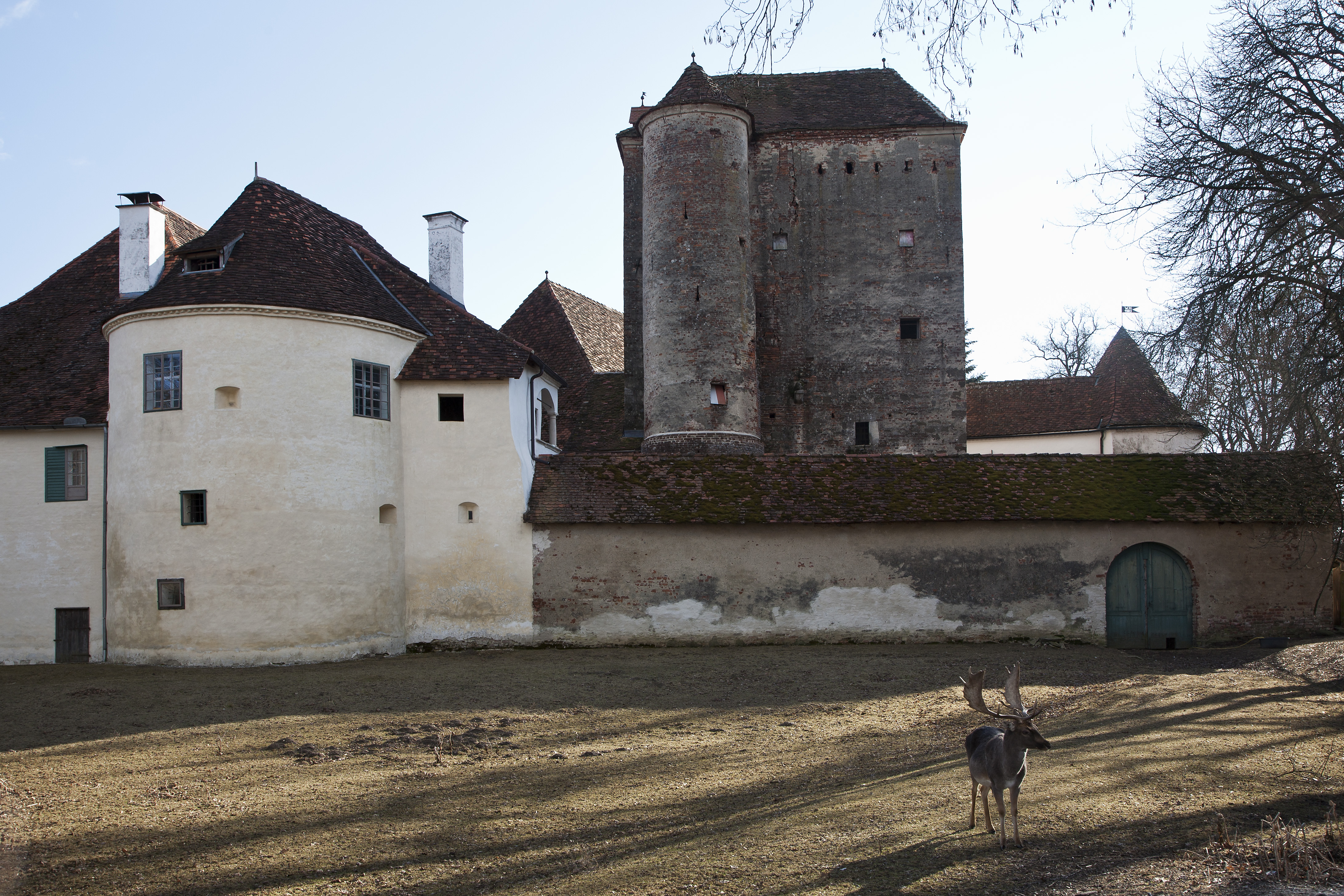
Schloss Feistritz bei Ilz; Nordseite mit Wohnturm

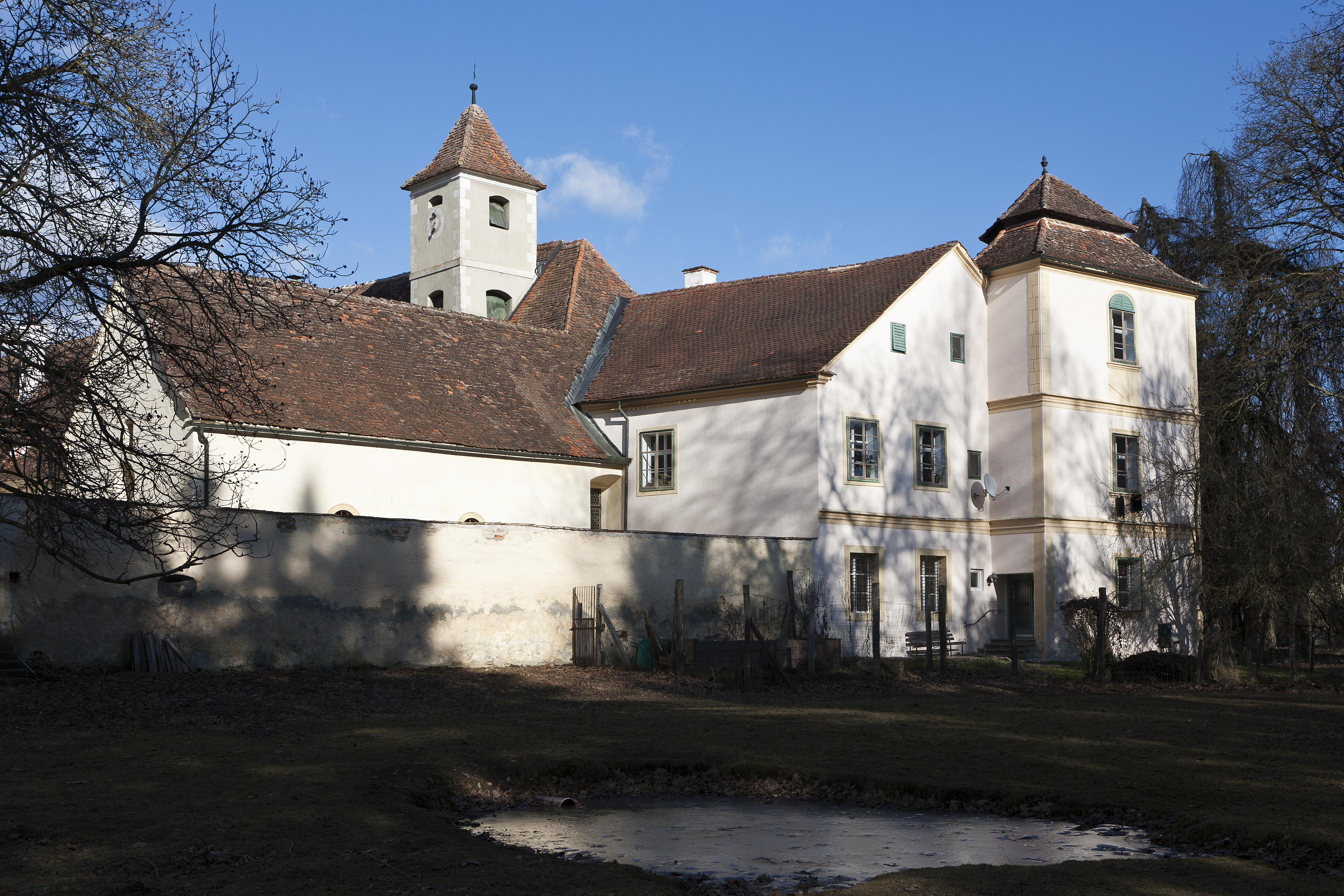
Schloss Feistritz bei Ilz; Südseite mit Eckturm

1170 wurde der Pfarrer von Vustriz (Feistritz) neben anderen vom Salzburger Erzbischof zur Ablieferung bestimmter Zehenten für Vorau angehalten. Man schließt daraus, dass das Schloss, in dessen Verband die Kirche – schon damals Pfarrkirche – stand, zu dieser Zeit auch schon bestanden hatte.
Erbaut wurde der Vorläufer des Schlosses, ein Herrenhof, laut F. Posch nach 1122 von Hartwig von Reidling, der auch Gründer und Namensgeber des benachbarten (Groß-)Hartmannsdorf (heute Gemeinde Großsteinbach) war. Hartwig gehörte wie sein Bruder Walter, der Begründer von Waltersdorf, der Sippe der ursprünglich Hochfreien von Traisen-Feistritz an, die das Land ringsum von den pfalzgräflichen Aribonen übernommen hatten, welche wiederum um 1020 mit dem Rodungswerk in der Oststeiermark beauftragt worden waren. Adalram von Waldegg, ebenso ein Bruder Hartwigs und Walters und Gründer von Stift Seckau, hatte u. a. das dem Schlosse benachbarte Hainersdorf seiner Chorherrenstiftung geschenkt.
1270 begegnet ein Alram von Feistritz, begütert auch an der Traisen, verheiratet mit einer Schwester des mächtigen Marschalls Hartnid von Wildon, allerdings Ministeriale des Landesfürsten (als einer der Radkersburger Burggrafen).
Nach dem Tod seines gleichnamigen Sohns erwarb einer seiner Schwiegersöhne, Alram von Reifenstein, den Hauptnachlass als freies Eigen. Die Reifensteiner waren auch landesfürstliche Kellermeister in Fürstenfeld.
Nach dem Erlöschen der Reifensteiner (1400–1407) besaßen der Kellermeister Tybolt und seine Söhne die Herrschaft und das Kirchenpatronat. Nach Walter Kellermeister gelangte Feistritz 1471 in den Besitz des Landesfürsten (Baumkircher Fehde?)
Nach dem Einsatz von Pflegern – 1473 Jörg Reichenburger, 1474 Martin Klöcher, 1483 Pangraz Gosseneder, 1493 die Mindorfer – wurde Truchsess Siegmund von Mindorf noch im selben Jahr mit der Herrschaft belehnt.
In der Reformationszeit verlor die Schlosskirche ihren Pfarrkirchenstatus.
Nach dem Aussterben der Mindorfer 1648 gelangte die Herrschaft an die verschwägerten Freiherren/Grafen von Wildenstein und 1809 durch Verkauf an die Grafen von Lamberg. Ein hier geborener Vertreter des letzteren Geschlechtes war Hugo Raimund Reichsgraf von Lamberg. 1959 verkauften diese ihr Wasserschloss an die Familie Hamker. Heute wird das Schloss privat bewohnt.

### Baugeschichte
Das Schloss dürfte im 12. und 13. Jahrhundert ein einfacher Turmhof gewesen sein, umgeben von einer Ringmauer und einem durch die Feistritz gespeisten Wassergraben.
Die Reifensteiner bauten noch das „Haus“ dazu; die Mindorfer bauten es um 1570 ungefähr so um, wie es heute steht.

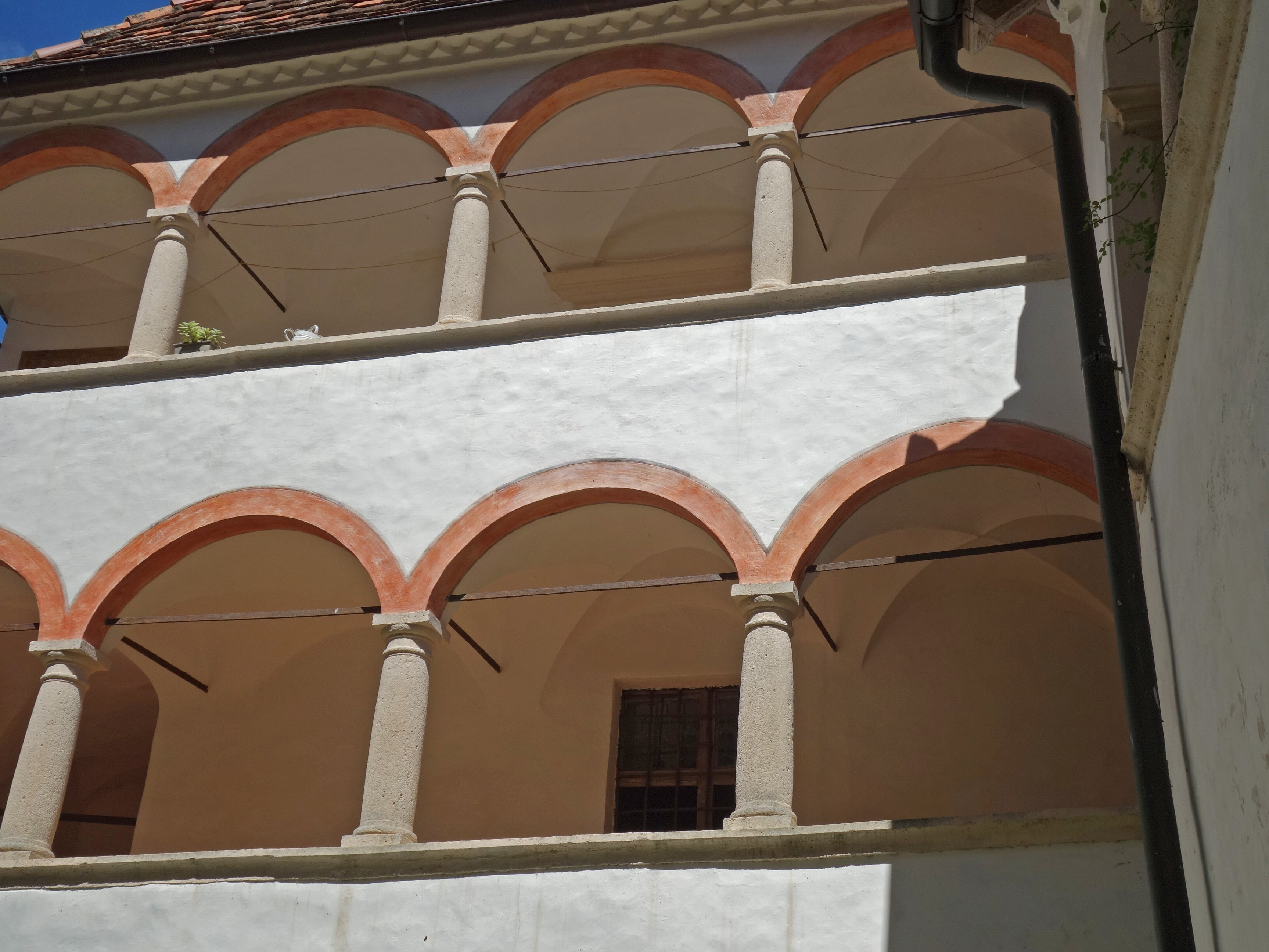
Der Renaissance-Innenhof von Schloss Feistritz

1605 verwüsteten die Heiducken das Schloss und steckten es in Brand. Es wurde wiederhergestellt und erweitert.
1890 rühmte der Grazer Archivdirektor J. v. Zahn: „Eine Perle in dieser Reihe [der Wasserburgen] ist Feistritz bei Ilz, das in allen seinen Teilen den Anwuchs aus dem 14. Jahrhundert bis zu den Prachtbauten des 17. Jahrhunderts gut erkennen lässt.“

### Besitz
Die Herrschaft Feistritz war 1532 mit 102 Untertanen eine mittelgroße Herrschaft, die Steuergrundlage betrug 186 Pfund Pfennige.
Die um das Schloss liegenden Gebiete, Leithen, Tambach/Dambach und Buchberg (alle drei heute Teil von Ilz), Obergrien/Obgrün und Hainrichsdorf/Hainersdorf, gehörten zur Gänze oder zum überwiegenden Teil zur Herrschaft, ebenso die „Exklave“ bestehend aus Aichperg/Eichberg und Hochenegg. Daneben besaß die Herrschaft einzelne Gehöfte auch in den Ämtern/Katastralgemeinden Steinbach/Großsteinbach, Großhartmannsdorf, Ilz, Dörfl, Neudorf, Mutzenfeld, Ziegenberg und Ottendorf, Großwilfersdorf, Maierhofen, Heufeld/Hainfeld, Herrnberg, Gschmaier.
Das Archiv der Lamberger befindet sich seit 1948 im Steiermärkischen Landesarchiv.

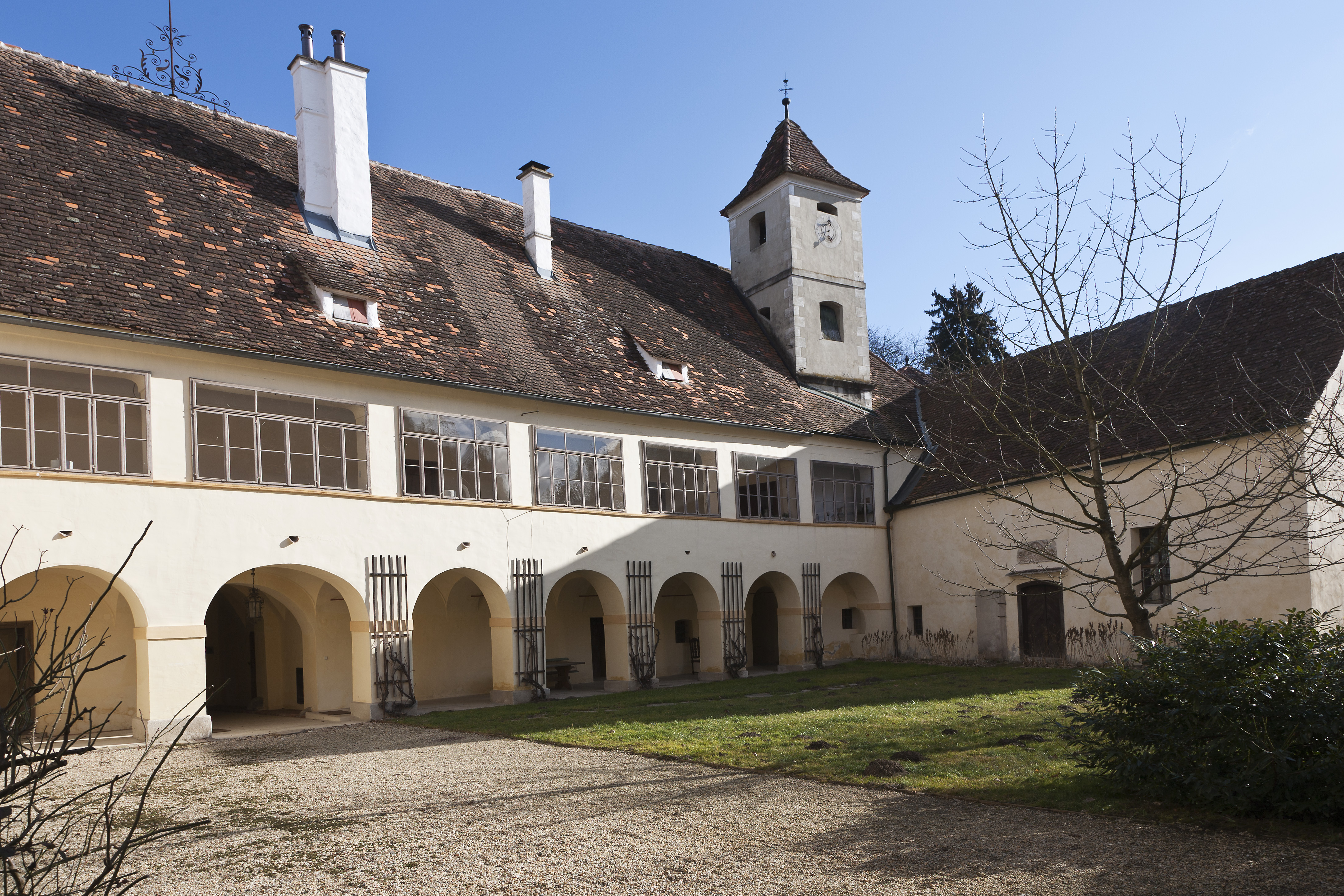
Schloss Feistritz bei Ilz; Innenhof von Westen